# 久遠郡
- 令制国一覧 > 北海道 (令制) > 後志国 > 久遠郡
- 日本 > 北海道 > 檜山振興局 > 久遠郡

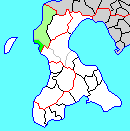
北海道久遠郡の位置（緑：旧大成町 薄黄：合併の結果、他郡から編入された区域＝旧瀬棚町＋旧北檜山町）

久遠郡（くどうぐん・くどおぐん）は、北海道（後志国）檜山振興局の郡。
人口6,544人、面積638.68km²、人口密度10.2人/km²。（2025年6月30日、住民基本台帳人口）
以下の1町を含む。
- せたな町（せたなちょう）

## 郡域
1879年（明治12年）に行政区画として発足した当時の郡域は、現在のせたな町南部の大成区にあたる区域（旧：大成町）133.91km2のみであったが、大成町が瀬棚郡北檜山町・瀬棚町と合併し、新設のせたな町となるに当たり、郡名は大成町の属した久遠郡を用いることとなったため、郡域がおよそ4.7倍に拡大した。一方で瀬棚郡に残留した今金町はそのままのため、「久遠郡せたな町」と「瀬棚郡今金町」という、郡名と自治体名が別々に残るという、全国でも稀有な例となった。

## 名称の由来
諸説ありはっきりしないが、アイヌ語に字を当てたものである。
由来となった言葉については、「仕掛け弓・ある・山崎」を意味する「クウントゥ（ku-un-tu）」や「黒い・岬」を意味する「クンネ・エトゥ（kunne-etu）」が略された「クン・エトゥ（kun-etu）」、「危ない道」を表す「kun-ru」が挙げられている。

## 歴史

### 郡発足までの沿革
室町時代、嘉吉年間に太田山神社が創建され、享徳3年には松前藩祖武田信広公が久遠郡域の大田に上陸。
江戸時代、久遠郡域は和人地となる。松前藩によってクドウ場所･オオタ場所が開かれていた。陸上交通は、隣接する渡島国爾志郡から道道北檜山大成線の前身にあたる道が通じていたが、北の太櫓郡へは太田山が難所となって陸路が途絶えており、安政年間に江差の商人鈴鹿甚右衛門と津軽の商人松前屋庄兵衛らが私費を投じセキナイから太田山を経てラルイシまでの12里（47.1km）の太田山道（国道229号の前身）を開削し通年の陸路での移動を可能とした。
江戸時代後期の文化4年には、久遠郡域は天領とされた。文政4年には松前藩の元に戻されたものの、安政2年再び天領となり津軽藩が警固をおこなった。戊辰戦争（箱館戦争）終結直後の1869年、大宝律令の国郡里制を踏襲して久遠郡が置かれた。

### 郡発足以降の沿革
- 明治2年

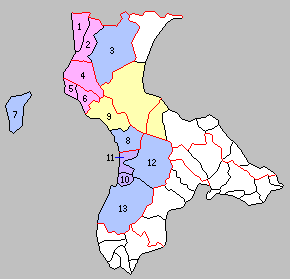
北海道一・二級町村制施行時の久遠郡の町村（5.久遠村 6.貝取澗村 桃：現在のせたな町）

  - 8月15日（1869年9月20日） - 北海道で国郡里制が施行され、後志国および久遠郡が設置される。開拓使が管轄。
  - 8月28日（1869年10月3日） - 福岡藩の領地となる（北海道の分領支配）。
- 明治4年8月20日（1871年10月4日） - 廃藩置県により再び全域が開拓使の管轄となる。
- 明治5年
  - 4月9日（1872年5月15日） - 全国一律に戸長・副戸長を設置（大区小区制）。
  - 10月10日（1872年11月10日） - 4月に設置された区を大区と改称し、その下に旧来の町村をいくつかまとめて小区を設置（大区小区制）。
- 明治9年（1876年）9月 - 従来開拓使において随意定めた大小区画を廃し、新たに全道を30の大区に分ち、大区の下に166の小区を設けた。

- 第8大区
  - 3小区 ： 太田村、上古丹村、一艘澗村、三艘澗村、日方泊村、湯尻村、平田内村、貝取澗村、長磯村

- 明治12年（1879年）7月23日 - 郡区町村編制法の北海道での施行により、行政区画としての久遠郡が発足。
- 明治13年（1880年）1月 - 久遠郡外三郡役所（久遠奥尻太櫓瀬棚郡役所）の管轄となる。
- 明治14年（1881年） - 一艘澗村、三艘澗村、日方泊村が合併し久遠村が成立。
- 明治15年（1882年）2月8日 - 廃使置県により函館県の管轄となる。
- 明治19年（1886年）
  - 1月26日 - 廃県置庁により北海道庁函館支庁の管轄となる。
  - 12月 - 函館支庁が廃止。
- 明治24年（1891年）3月 - 檜山郡外五郡役所（檜山爾志久遠奥尻太櫓瀬棚郡役所）の管轄となる。
- 明治30年（1897年）11月5日 - 郡役所が廃止され、檜山支庁の管轄となる。
- 明治35年（1902年）4月1日 - 北海道二級町村制の施行により、太田村、上古丹村、久遠村、湯ノ尻村の区域をもって久遠村（二級村）が発足。（1村）
- 大正12年（1923年）4月1日 - 北海道二級町村制の施行により、貝取澗村、平田内村、長磯村の区域をもって貝取澗村が発足。（2村）
- 昭和18年（1943年）6月1日 - 北海道一・二級町村制が廃止され、北海道で町村制を施行。二級町村は指定町村となる。
- 昭和21年（1946年）10月5日 - 指定町村を廃止。
- 昭和22年（1947年）5月3日 - 地方自治法の施行により北海道檜山支庁の管轄となる。
- 昭和30年（1955年）7月20日 - 久遠村・貝取澗村が合併して大成村が発足。（1村）
- 昭和41年（1966年）10月1日 - 大成村が町制施行して大成町となる。（1町）
- 平成17年（2005年）9月1日 - 大成町が瀬棚郡北檜山町・瀬棚町と合併してせたな町が発足。（1町）
- 平成22年（2010年）4月1日 - 檜山支庁が廃止され、檜山振興局の管轄となる。